# Droga wojewódzka 134
Die Droga wojewódzka 134 (DW 134) ist eine Woiwodschaftsstraße in Polen. Sie verläuft in Nord-Süd-Richtung innerhalb der Woiwodschaft Lebus und verbindet auf einer Länge von 46 Kilometern Muszkowo (Mauskow) im Powiat Sulęciński (Kreis Zielenzig) mit Rzepin (Reppen) und Urad (Aurith) im Powiat Słubicki (Kreis Frankfurt/Oder-Dammvorstadt). Außerdem ist sie ein Bindeglied zwischen den Landesstraßen DK 2,  DK 22 und DK 29 bzw. den Woiwodschaftsstraßen DW 137, DW 138 und DW 139.

## Streckenverlauf
Woiwodschaft Lebus:
Powiat Sulęciński (Kreis Zielenzig):
- Muszkowo (Mauskow) (→ DK 22: Kostrzyn nad Odrą (Küstrin)/Deutschland ↔ Grzechotki (Rehfeld)/Russland (ehemalige deutsche Reichsstraße 1 Aachen – Berlin – Königsberg (Preußen) – Eydtkuhnen), und DW 138: Muszkowo – Sulęcin (Zielenzig) – Torzym (Sternberg) – Gubin (Guben))

Powiat Słubicki (Kreis Frankfurt/Oder-Dammvorstadt):
- Radachów (Radach)
- Ośno Lubuskie (Drossen) (→ DW 137: Słubice (Frankfurt/Oder-Dammvorstadt)/Deutschland ↔ Sulęcin (Zielenzig) – Międzyrzecz (Meseritz) – Trzciel (Tirschenriegel))

X PKP-Linie 364: Rzepin (Reppen) – Sulęcin (Zielenzig) – Wierzbno (Wierzebaum) X
- Polecko (Polenzig)

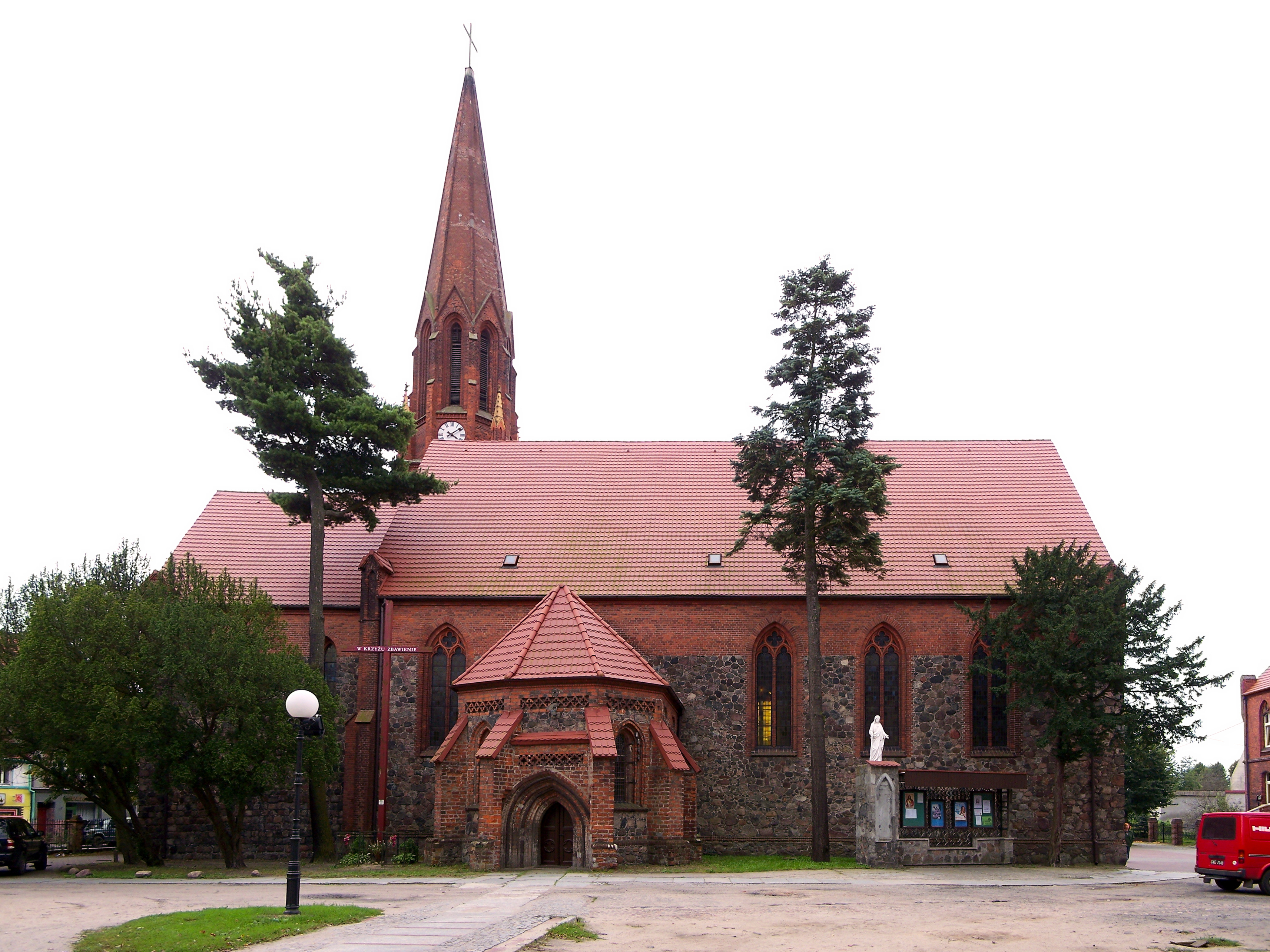
Die Kirche in Rzepin (Reppen)

- Rzepin (Reppen) (→ DK 2 (Europastraße 30): Świecko (Schwetig)/Deutschland ↔ Świebodzin (Schwiebus) – Warschau – Terespol/Belarus und DW 139: Górzyca (Göritz) ↔ Debrznica (Döbberitz))

X PKP-Linien 3 Słubice (Frankfurt/Oder-Dammvorstadt)/Deutschland – Posen – Warschau ("Berlin-Warszawa-Express"-Linie) und 822 Stettin – Breslau X
- Nowy Młyn
- Maczków (Matschdorf)

~ Ilanka (Eilang) ~
X PKP-Linie 386 Kunowice (Kunersdorf) – Cybinka (Ziebingen) X
~ Pliszka (Pleiske) ~
- Urad (Aurith) (→ DK 29: Słubice (Frankfurt/Oder-Dammvorstadt)/Deutschland ↔ Krosno Odrzańskie (Crossen) (ehemalige Reichsstraße 5 Böglum/Dänemark – Hamburg – Berlin - ↔ Kattowitz – Krzeszowice (- Krakau)))